# 1890年電影

## 電影列表
漢語電影依漢語拼音，所有非漢語電影依其在網際網路電影資料庫中的英文名稱排列。
| 片名                | 原名                | 語言 | 國家／地區 | 年份   |
| Monkeyshines, No. 1 | Monkeyshines, No. 1 | 無聲 | 美國       | 1890年 |
| Monkeyshines, No. 2 | Monkeyshines, No. 2 | 無聲 | 美國       | 1890年 |
| Monkeyshines, No. 3 | Monkeyshines, No. 3 | 無聲 | 美國       | 1890年 |